# Tokyo International Viola Competition
La Tokyo International Viola Competition è un concorso violistico istituito nel 2009. Si tratta del primo concorso asiatico dedicato esclusivamente alla viola e si tiene in concomitanza con il Viola Space, un festival violistico triennale fondato nel 1992 da Nobuko Imai.

## Vincitori
Oltre il riconoscimento economico per i tre vincitori, sono assegnati diversi premi speciali, tra cui strumenti e archi donati per la manifestazione, premio per il voto del pubblico, premio per la miglior interpretazione di una composizione giapponese e inviti per suonare in vari festival internazionali.
| Edizione | Anno | 1º premio     | 2º premio        | 3º premio                 | Note  |
| -------- | ---- | ------------- | ---------------- | ------------------------- | ----- |
| 1        | 2009 | Sergej Malov  | Dimitri Murrath  | Veit Bebedikt Hertenstein | [ 2 ] |
| 2        | 2012 | Wenting Kang  | Barbara Buntrock | Kimi Makino               | [ 3 ] |
| 3        | 2015 | Andrea Burger | Kei Tojo         | Louise Desjardins         | [ 4 ] |
| 4        | 2018 | Luosha Fang   | Sejune Kim       | Ziyu Shen                 | [ 5 ] |